# لیبرتی، شهرستان وکسفورد، میشیگان
لیبرتی (به انگلیسی: Liberty Township) یک منطقهٔ مسکونی در ایالات متحده آمریکا است که در شهرستان وکسفورد، میشیگان واقع شده‌است.
 لیبرتی ۹۴٫۶ کیلومتر مربع مساحت و ۸۶۱ نفر جمعیت دارد و ۳۱۳ متر بالاتر از سطح دریا واقع شده‌است.